# ملک‌تاج‌الدین دهلوی
ملک‌تاج‌الدین دهلوی متخلص به «ریزه» متوفی بعد از ۶۶۴ هجری قمری شاعر پارسی‌گوی هند در سدهٔ هفتم هجری است.
در سدهٔ هفتم شاعری به نام ملک تاج الدین دهلوی متخلص به «ریزه» متوفی بعد از ۶۶۴ هجری قمری ظهور کرد که در عهد سلطان التمش و فرزندش رکن‌الدین، شاعر دربار و دبیر مملکت بود. بیشتر قصایدش به زبان شیرین و ساده و روان و از تصنع و تکلف عاری است.

## نمونه شعر
| چه زلف است آن ببین بر روی جانان        |  | کزو گردد پریشانی پریشان                |
| به مهر و ماه می‌خواهد کند جنگ           |  | رخش پوشیده‌است از زلف خفتان             |
| چو شمشیرش بخندد، خصم گرید              |  | بلی، از برق پیدا گشت باران             |
| کند مهرش بنات النعش را جمع             |  | کند قهرش ثریا را پریشان                |
| ***                                    |  |                                        |
| ساکنان خاک را زین پس نباشد خشکسال      |  | چون من از اشعارِ تر آب روان آورده‌ام     |
| ***                                    |  |                                        |
| می اشک چشم دختر تاکست یا مگر           |  | خون پسر چکیدهٔ شمشیر رستم است           |
| ساقی بیا که دور می لعل روشن است        |  | میدان خاک تیره کنون سبز گلشن است       |
| از تیغ آفتاب همهٔ جوشن غدیر             |  | شد رخنه چون ترا هوس تیغ و جوشن است     |
| هرچیز در خیال من از گل به بوستان       |  | گویی که کارگاه حریر ملون است           |
| سوری گرفت باع ز دور فلک و لیک          |  | قمری نگر که شیوهٔ او باز شیون است       |
| شاخ درخت عود مطرا شد از صبا            |  | زان باده‌ای که طره‌گر بوی چندن است       |
| خیز از می قدیم مرا سیر کن به رطل       |  | بگذر از این حدیث که یک سیر و یک من است |
| رو، دوستان بیار علی‌رغم دشمنان          |  | کان دوست را که می نخورد عقل دشمن است   |
| ***                                    |  |                                        |
| این راستی که در دل لیل و نهار یافت     |  | مانا که اعتدال مزاج بهار یافت          |
| باشد خیال قد تو در چشم من مقیم         |  | زیرا که سرو تازگی از جویبار یافت       |
| پر شد دلم ز خون جگر چون انار، لیک      |  | پیوسته دستم از تو تهی چون چنار یافت    |
| ***                                    |  |                                        |
| افزود باز رونق هر مرغزار گل            |  | چون زیر یافت نالهٔ هر مرغ زار گل        |
| رو راه خسروانی بلبل بزن از آنک         |  | شیرین لقا نمود ز هر مرغ زار گل         |
| چون گشت از نسیم سحرگه عبیر بار         |  | هیچ از گلاب گر نگرفت اعتبار گل         |
| چون عرض کرد عارض کافور دام خویش        |  | افکنده چین بر ابروی مشک تتار گل        |
| نوباوهٔ حیات شمر بادهٔ کهن               |  | کافشاند بر جهان کهن نو بهار گل         |
| زان می دماغ خشک مرا مایه ده نخست       |  | پس بر سماع این غزل تر بیار گل          |
| ***                                    |  |                                        |
| ای بلا شوری که کویت کربلائی دیگر است   |  | از شهیدانت درو هر جای مشهد کرده‌اند     |
| قامتت را گر الف خوانم بران مقصود نیست  |  | نیز ممدودست کابروی تو چون مد کرده‌اند   |
| هم به معبودی که جایش نیست لیکن کعبه را |  | خانهٔ او خوانده و محراب و معبد کرده‌اند  |

## پی‌نوشت
1. ↑  سدارنگانی، پارسی‌گویان هند و سند.
2. ↑  سدارنگانی، پارسی‌گویان هند و سند.